# رنه کلینگنبورگ
رنه کلینگنبورگ (انگلیسی: René Klingenburg؛ زادهٔ ۲۹ دسامبر ۱۹۹۳) بازیکن فوتبال اهل آلمان است.
از باشگاه‌هایی که در آن بازی کرده‌است می‌توان به باشگاه فوتبال شالکه ۰۴ اشاره کرد.